# Андрюшкино (Якутия)
Андрю́шкино — село в Нижнеколымском районе Якутии, Административный центр и единственный населённый пункт Олёринского наслега (национальное юкагирское муниципальное образование «Олёринский Суктул»).

## География
Располагается в 450 километрах к северо-западу от райцентра Черского на правом берегу реки Алазея.

## История
Село образовано в 1940 году с созданием колхоза Сутаня Удеран, деятельность которого была сосредоточена на оленеводстве и охоте. В том же году было построено много домов.

## Население
| 1989 | 2001 | 2002 | 2010 | 2011 | 2012 | 2013 | 2014 | 2015 |
| ---- | ---- | ---- | ---- | ---- | ---- | ---- | ---- | ---- |
| 1000 | ↘886 | ↘845 | ↘741 | ↘740 | ↘721 | ↘720 | ↗729 | ↗745 |
| 2016 | 2017 | 2018 | 2019 | 2020 | 2021 |      |      |      |
| ↗747 | ↘732 | ↘709 | ↘703 | ↘689 | ↗741 |      |      |      |

## Инфраструктура
В селе есть детский сад, школа, средняя школа (единственная полиэтническая школа России), больница, пекарня, магазины, котельная, которая в 2008 году вышла из строя при температуре −45 °С, дом культуры, а с 1994 года также работает этнографический музей об истории, культуре и традициях народов тундры.
Место считается одним из самых труднодоступных, зимой можно добраться по зимнику, летом — только по реке и на вертолёте.